# Selección direccional
La selección direccional es un tipo de selección natural negativa en el que se favorece un fenotipo extremo sobre otros fenotipos, lo que hace que la frecuencia alélica cambie con el tiempo en la dirección de ese fenotipo. Bajo selección direccional, el alelo ventajoso aumenta como consecuencia de las diferencias en supervivencia y reproducción entre diferentes fenotipos. Los aumentos son independientes de la dominancia del alelo, e incluso si el alelo es recesivo, finalmente se volverá fijo.
La selección direccional fue descrita por primera vez por Charles Darwin en el libro El origen de las especies como una forma de selección natural. Otros tipos de selección natural incluyen la selección estabilizadora y disruptiva. Cada tipo de selección contiene los mismos principios, pero es ligeramente diferente. La selección disruptiva favorece ambos fenotipos extremos, a diferencia de un extremo en la selección direccional. La selección estabilizadora favorece el fenotipo medio, lo que provoca la disminución de la variación en una población a lo largo del tiempo.

## Evidencia
La selección direccional ocurre con mayor frecuencia bajo cambios ambientales y cuando las poblaciones migran a nuevas áreas con diferentes presiones ambientales. La selección direccional permite cambios rápidos en la frecuencia de alelos y juega un papel importante en la especiación. El análisis de los efectos de QTL se ha utilizado para examinar el impacto de la selección direccional en la diversificación fenotípica. Este análisis mostró que los loci genéticos que se correlacionaban con la selección direccional eran más altos de lo esperado; lo que significa que la selección direccional es una causa principal de la diversificación fenotípica, que conduce a la especiación.

### Métodos de detección
Hay diferentes pruebas estadísticas que se pueden ejecutar para probar la presencia de selección direccional en una población. Algunas de las pruebas incluyen la prueba de signos QTL, la prueba de relación Ka/Ks y la prueba de tasa relativa. La prueba de signos de QTL compara el número de QTL antagónicos con un modelo neutral y permite probar la selección direccional contra la deriva genética. La prueba de relación Ka/Ks compara el número de sustituciones no sinónimas con sustituciones sinónimas, y una relación mayor que 1 indica selección direccional. La prueba de razón relativa analiza la acumulación de ventajas frente a un modelo neutral, pero necesita un árbol filogenético para la comparación.